# Tournoi de clôture du championnat du Nicaragua de football 2022
Navigation
Tournoi précédent Tournoi suivant
Le tournoi Clausura 2022 est le dixième tournoi saisonnier disputé au Nicaragua. C'est cependant la 84e fois que le titre de champion du Nicaragua est remis en jeu.
Chacun des dix clubs participants est confronté deux fois aux neuf autres équipes. Puis les quatre meilleurs s'affrontent lors d'une phase finale à la fin du tournoi. Le Diriangén FC, tenant du titre, remporte un troisième tournoi consécutif, un trentième championnat et se qualifie pour la Ligue de la CONCACAF 2022 en compagnie du Real Estelí, meilleur finaliste de la saison 2021-2022.

## Les dix équipes participantes
| \| Managua : Juventus Walter Ferreti Managua FC UNAN Managua Managua Diriangén Estelí Madriz Sébaco Ocotal Jalapa \| Localisation des équipes engagées dans le championnat. |
| Managua : Juventus Walter Ferreti Managua FC UNAN Managua Managua Diriangén Estelí Madriz Sébaco Ocotal Jalapa                                                              |

Ce tableau présente les dix équipes qualifiées pour disputer le championnat 2021-2022. On y trouve le nom des clubs, leur localisation, le nom des stades dans lesquels ils évoluent ainsi que la capacité de ces derniers.
| Équipes                   | Ville    | Stade                                        | Capacité |
| Diriangén FC              | Diriamba | Stade Cacique Diriangén                      | 7 500    |
| ART Municipal Jalapa (en) | Jalapa   | Stade Alejandro Ramos                        | 1 000    |
| Juventus Managua          | Managua  | Stade olympique de l'Indépendance de Managua | 8 000    |
| Managua FC (en)           | Managua  | Stade olympique de l'Indépendance de Managua | 8 000    |
| Real Estelí FC            | Estelí   | Stade de l'Indépendance                      | 4 800    |
| Real Madriz               | Somoto   | Stade Augusto Cesar Mendoza                  | 3 000    |
| Deportivo Ocotal (en)     | Ocotal   | Stade Glorias del Beisbol Segoviano          | 5 000    |
| Deportivo Sébaco          | Sébaco   | Stade de Sébaco                              | 1 800    |
| UNAN Managua (es)         | Managua  | Stade olympique de l'Indépendance de Managua | 8 000    |
| Deportivo Walter Ferreti  | Managua  | Stade olympique de l'Indépendance de Managua | 8 000    |

## Compétition
Le tournoi Clausura se déroule de la même façon que les tournois saisonniers précédents, en deux phases :
- La phase régulière : les dix-huit journées de championnat.
- La seconde phase : les matchs aller-retour allant des quarts de finale à la finale.

### Phase régulière
Lors de la phase régulière les dix équipes affrontent à deux reprises les neuf autres équipes selon un calendrier tiré aléatoirement.
Les quatre meilleures équipes sont directement qualifiées pour la seconde phase.
Le classement est établi sur le barème de points classique (victoire à 3 points, match nul à 1, défaite à 0).
Le départage final se fait selon les critères suivants :
- Le nombre de points.
- La différence de buts générale.
- Le nombre de buts marqué.

| Rang | Équipe                    | Pts | J  | G  | N | P  | Bp | Bc | Diff |
| ---- | ------------------------- | --- | -- | -- | - | -- | -- | -- | ---- |
| 1    | Diriangén FC T            | 37  | 18 | 11 | 4 | 3  | 41 | 17 | +24  |
| 2    | Real Estelí FC            | 32  | 18 | 9  | 5 | 4  | 37 | 21 | +16  |
| 3    | Deportivo Walter Ferreti  | 30  | 18 | 9  | 3 | 6  | 36 | 21 | +15  |
| 4    | Managua FC (en)           | 27  | 18 | 8  | 3 | 7  | 26 | 22 | +4   |
| 5    | Juventus Managua          | 23  | 18 | 7  | 2 | 9  | 24 | 25 | -1   |
| 6    | Deportivo Sébaco P        | 23  | 18 | 5  | 8 | 5  | 30 | 36 | -6   |
| 7    | ART Municipal Jalapa (en) | 23  | 18 | 6  | 5 | 7  | 13 | 26 | -13  |
| 8    | UNAN Managua (en) P       | 20  | 18 | 4  | 8 | 6  | 21 | 30 | -9   |
| 9    | Deportivo Ocotal (en)     | 17  | 18 | 4  | 5 | 9  | 12 | 23 | -11  |
| 10   | Real Madriz               | 14  | 18 | 3  | 5 | 10 | 10 | 29 | -19  |

| Légende : Qualifications et relégations | Légende : Qualifications et relégations          |
| --------------------------------------- | ------------------------------------------------ |
|                                         | Qualifié pour les demi-finales                   |
|                                         | Qualifié pour les quarts de finale               |
|                                         | T Tenant du titre P Promu de la saison 2020-2021 |

### Phase finale
Les six équipes qualifiées sont réparties dans le tableau final d'après leur classement général, le deuxième affrontant lors des demi-finales le vainqueur du quart opposant le quatrième au cinquième et le premier affrontant le vainqueur du quart opposant le troisième au sixième.
En cas d'égalité, les deux équipes sont départagées par la règle des buts marqués à l'extérieur, une prolongation puis une séance de tirs au but si cela est nécessaire. Les quarts de finale ne se jouent que sur un match.

#### Tableau
|  | Quarts de finale           | Quarts de finale           | Quarts de finale           | Quarts de finale           |                         |                         | Demi-finales | Demi-finales | Demi-finales | Demi-finales |  |  | Finale | Finale | Finale | Finale |
|  |                            |                            |                            |                            |                         |                         |              |              |              |              |  |  |        |        |        |        |
|  |                            |                            |                            |                            |                         |                         |              |              |              |              |  |  |        |        |        |        |
|  |                            |                            |                            |                            |                         |                         |              |              |              |              |  |  |        |        |        |        |
|  |                            |                            |                            |                            |                         |                         |              |              |              |              |  |  |        |        |        |        |
|  |                            |                            |                            |                            |                         |                         |              |              |              |              |  |  |        |        |        |        |
|  |                            |                            |                            |                            |                         |                         |              |              |              |              |  |  |        |        |        |        |
|  | 1 Diriangén FC             | 1 Diriangén FC             | 1                          | 1                          |                         |                         |              |              |              |              |  |  |        |        |        |        |
|  | 1 Diriangén FC             | 1 Diriangén FC             | 1                          | 1                          |                         |                         |              |              |              |              |  |  |        |        |        |        |
|  |                            |                            | 4 Managua FC (en)          | 4 Managua FC (en)          | 1                       | 0                       |              |              |              |              |  |  |        |        |        |        |
|  | 4 Managua FC (en)          | 4 Managua FC (en)          | 4 Managua FC (en)          | 4 Managua FC (en)          | 1                       | 0                       | 4            | 4            |              |              |  |  |        |        |        |        |
|  | 4 Managua FC (en)          | 4 Managua FC (en)          |                            |                            |                         |                         |              | 4            |              |              |  |  |        |        |        |        |
|  | 5 Juventus Managua         | 5 Juventus Managua         | 3                          | 3                          |                         |                         |              |              |              |              |  |  |        |        |        |        |
|  | 5 Juventus Managua         | 5 Juventus Managua         | 3                          | 3                          | 1 Diriangén FC t. a. b. | 1 Diriangén FC t. a. b. | 2            | 0 (4)        |              |              |  |  |        |        |        |        |
|  |                            |                            |                            |                            | 1 Diriangén FC t. a. b. | 1 Diriangén FC t. a. b. | 2            | 0 (4)        |              |              |  |  |        |        |        |        |
|  |                            |                            | 3 Deportivo Walter Ferreti | 3 Deportivo Walter Ferreti | 0                       | 2 (2)                   |              |              |              |              |  |  |        |        |        |        |
|  |                            |                            |                            |                            | 0                       | 2 (2)                   |              |              |              |              |  |  |        |        |        |        |
|  |                            |                            |                            |                            |                         |                         |              |              |              |              |  |  |        |        |        |        |
|  |                            |                            |                            |                            |                         |                         |              |              |              |              |  |  |        |        |        |        |
|  | 2 Real Estelí FC           | 2 Real Estelí FC           | 3                          | 0                          |                         |                         |              |              |              |              |  |  |        |        |        |        |
|  | 2 Real Estelí FC           | 2 Real Estelí FC           | 3                          | 0                          |                         |                         |              |              |              |              |  |  |        |        |        |        |
|  |                            |                            | 3 Deportivo Walter Ferreti | 3 Deportivo Walter Ferreti | 2                       | 2                       |              |              |              |              |  |  |        |        |        |        |
|  | 3 Deportivo Walter Ferreti | 3 Deportivo Walter Ferreti | 3 Deportivo Walter Ferreti | 3 Deportivo Walter Ferreti | 2                       | 2                       | 1            | 1            |              |              |  |  |        |        |        |        |
|  | 3 Deportivo Walter Ferreti | 3 Deportivo Walter Ferreti |                            |                            |                         |                         |              | 1            |              |              |  |  |        |        |        |        |
|  | 6 Deportivo Sébaco         | 6 Deportivo Sébaco         | 0                          | 0                          |                         |                         |              |              |              |              |  |  |        |        |        |        |
|  | 6 Deportivo Sébaco         | 6 Deportivo Sébaco         | 0                          | 0                          |                         |                         |              |              |              |              |  |  |        |        |        |        |
|  |                            |                            |                            |                            |                         |                         |              |              |              |              |  |  |        |        |        |        |

#### Quarts de finale
| Club                     | Score | Club             | Commentaire |
| Deportivo Walter Ferreti | 1 - 0 | Deportivo Sébaco |             |
| Managua FC (en)          | 4 - 3 | Juventus Managua |             |

#### Demi-finales
| Club           | Aller | Retour | Club                     | Commentaire        |
| Real Estelí FC | 3 - 2 | 0 - 2  | Deportivo Walter Ferreti | Après prolongation |
| Diriangén FC   | 1 - 1 | 1 - 0  | Managua FC (en)          | Après prolongation |

#### Finale
| Match aller | Deportivo Walter Ferreti | 0 - 2   | Diriangén FC        | Stade olympique de l'Indépendance de Managua |                             |
| 15 mai 2022 |                          | (0 - 2) | 7e 27e Jaime Moreno | Arbitrage : Ricardo Mendoza                  | Arbitrage : Ricardo Mendoza |
| 15 mai 2022 | Rapport                  |         |                     | Arbitrage : Ricardo Mendoza                  | Arbitrage : Ricardo Mendoza |

| Match retour | Diriangén FC      | 0 - 2   | Deportivo Walter Ferreti                | Stade Cacique Diriangén |                         |
| 21 mai 2022  |                   | (0 - 1) | 13e Taufic Guarch · 70e Ezequiel Ugalde | Arbitrage : Jorge Ojeda | Arbitrage : Jorge Ojeda |
| 21 mai 2022  | Rapport           |         |                                         | Arbitrage : Jorge Ojeda | Arbitrage : Jorge Ojeda |
| 21 mai 2022  | Tirs au but 4 - 2 |         |                                         | Arbitrage : Jorge Ojeda | Arbitrage : Jorge Ojeda |

| Vainqueur du Tournoi Clausura 2022 Diriangén FC 30e titre |

## Statistiques

### Buteurs
| Rang | Nom               | Équipe             | Buts |
| 1    | Jaime Moreno      | Diriangén FC       | 15   |
| 2    | Luis Galeano (en) | Deportivo Sébaco   | 14   |
| 3    | Dshon Forbes      | CD Walter Ferretti | 10   |
| 3    | Junior Arteaga    | Juventus Managua   | 10   |

## Bilan du tournoi
| Tournoi de clôture du championnat de football du Nicaragua 2022 |                          |
| Champion                                                        | Diriangén FC (30e titre) |
| Dauphin                                                         | CD Walter Ferretti       |
| Qualifications continentales                                    |                          |
| Ligue de la CONCACAF 2022 (huitièmes de finale)                 | Diriangén FC             |
| Ligue de la CONCACAF 2022 (tour préliminaire)                   | Real Estelí FC           |
| Promotions et relégations                                       |                          |
| Promus en Primera División                                      | Matagalpa FC (es)        |
| Relégués en Segunda División                                    | Real Madriz              |